# Айдаровы
Айдаровы (Ойдаровы) — древний русско-татарский дворянский род.
Род записан Губернским дворянским депутатским собранием в VI часть дворянских родословных книг Московской и Рязанской губерний Российской империи и был утверждён Герольдией Правительствующего Сената в древнем (столбовом) дворянстве.

## Происхождение и история рода
Род татарского происхождения. Одним из ранних упоминаний является: «Кобяк Айдаров сын, князь касимовского царевича» (1456—1464). В духовной грамоте князя И. Б. Волоцкого упоминаются Митины дети Ойдарова (1504). Служилый татарин Ураз Айдаров владел поместьем в Коломенском уезде (1577). Минка Салтанов служил в детях боярских по Ржеву (1579), вдова его Прасковья с сыном Иваном владели поместьем в Ряжском уезде (1590-х). Иван Айдаров владел двором в Дедилове (1588).
Родоначальником Айдаровых стал принявший христианство под именем Никифора татарин, сыновья которого были вёрстаны поместным окладом (1627). За новокрещёнными Фёдором и Алексеем Никифоровичами написано в Коломенском уезде поместье их отца (1626—1628). Нехороший Иванович служил по Солове (1628).

## Известные представители рода
- Айдаров, Михаил Петрович (1815—1878) — горный инженер, подполковник Корпуса горных инженеров, рационализатор производства, педагог, помощник начальника Алтайского горного округа; действительный статский советник (1870)[6].